# Belcourt
Pour les articles homonymes, voir Belcourt (homonymie).
Ne doit pas être confondu avec Bellicourt, Bellecour ou Bellecourt.
Belcourt est une municipalité du Québec située dans la MRC de La Vallée-de-l'Or en Abitibi-Témiscamingue.

## Toponymie
La Commission de toponymie du Québec écrit à son propos ce qui suit : « En 1918, était érigée la municipalité des cantons unis de Carpentier-et-Courville, voisine de Senneterre en Abitibi. Connu d'abord sous le nom de Café ou Coffee, emprunté à la gare ferroviaire, l'endroit se nomma ensuite Goulet, d'après le patronyme du premier résident permanent, en 1915. Goulet identifiant déjà un bureau de poste dans Bellechasse, on a procédé, en 1958, à une nouvelle modification dénominative en faveur de Belcourt. Originaire de Toronto, le sénateur Napoléon-Antoine Belcourt (1860-1932), ainsi honoré, a été député (1896-1907) et président de la Chambre des communes (1904-1906), puis sénateur (1907-1932). Il s'est illustré par ses prises de position ardentes en faveur des Franco-Ontariens surtout en défendant le principe des écoles bilingues de l'Ontario. La vie belcourtoise demeure encore fortement axée sur l'activité agricole. » On a déjà appelé ce beau village "le petit Montréal"  à cause de familles provenant de Montréal qui s'y étaient installées durant la grand dépression des années 1930.

## Histoire

### Chronologie
- 24 octobre 1918: Constitution de la municipalité des cantons unis de Carpentier-et-Courville.
- 1958: Carpentier-et-Courville change son nom pour celui de municipalité de Belcourt.

## Démographie
| 1991 | 1996 | 2001 | 2006 | 2011 | 2016 | 2021 |
| ---- | ---- | ---- | ---- | ---- | ---- | ---- |
| 292  | 285  | 272  | 256  | 239  | 225  | 219  |

## Administration
Les élections municipales se font en bloc pour le maire et les six conseillers.
| Belcourt Maires depuis 2001                                                                                          |                 |         |          |
| Élection | Maire           | Qualité | Résultat |
| 2001 | Michel Lahaie   |         | Voir     |
| 2005 | Carol Nolet     |         | Voir     |
| 2009 | Carol Nolet     | Voir    |          |
| 2013 | Carol Nolet     | Voir    |          |
| 2017 | Carol Nolet     | Voir    |          |
| 2021 | Guylaine Labbée |         | Voir     |
| Élection partielle en italique Depuis 2005, les élections sont simultanées dans toutes les municipalités québécoises |                 |         |          |